# Morti nel 1978/Aprile
| Questa pagina contiene informazioni ricavate automaticamente dalle voci biografiche con l'ausilio del template Bio e di un bot. L'aggiornamento è periodico e automatico e ricostruisce completamente la pagina. Se manca una persona in questa lista, sei pregato di non aggiungerla, ma accertati piuttosto che la sua voce biografica contenga il template Bio e che i dati anagrafici siano correttamente compilati. Se il template Bio manca, inseriscilo tu stesso o, in alternativa, metti l'avviso {{tmp\|Bio}} che ne segnala la mancanza. Se i dati riportati sono sbagliati, correggi direttamente la voce biografica; le modifiche saranno visibili in questa lista entro pochi giorni. Per chiarimenti vedi il progetto biografie. La lista contiene solo le 95 persone che sono citate nell'enciclopedia e per le quali è stato implementato correttamente il template Bio. Pagina aggiornata al 3 mar 2024. |

- 1º aprile - Pietro Degano, calciatore italiano (n. 1919)
- 1º aprile - Angelus Walz, religioso svizzero (n. 1893)
- 2 aprile - Willi Kaidel, canottiere tedesco (n. 1912)
- 2 aprile - Franco Pinna, fotografo italiano (n. 1925)
- 3 aprile - Karl Asplund, poeta, scrittore e critico d'arte svedese (n. 1890)
- 3 aprile - Angelo Drigo, fisico italiano (n. 1907)
- 3 aprile - Kevin McAlinden, calciatore nordirlandese
- 3 aprile - Ray Noble, compositore britannico (n. 1903)
- 4 aprile - Gino Contilli, compositore italiano (n. 1907)
- 4 aprile - Semën Davidovič Kirlian, scienziato, inventore e fotografo russo (n. 1898)
- 4 aprile - Mauro Mancini, marinaio, scrittore e giornalista italiano (n. 1927)
- 4 aprile - Dino Menichini, scrittore e giornalista italiano (n. 1921)
- 5 aprile - Douglas Henderson, attore statunitense (n. 1919)
- 5 aprile - Bruno Scher, calciatore e allenatore di calcio italiano (n. 1907)
- 5 aprile - Carlo Tagliabue, baritono italiano (n. 1898)
- 6 aprile - Nicolas Nabokov, compositore e scrittore russo (n. 1903)
- 7 aprile - Luigi Piffero, pittore e grafico italiano (n. 1907)
- 8 aprile - Ford Frick, giornalista e dirigente sportivo statunitense (n. 1894)
- 8 aprile - Gaston Leval, anarchico francese (n. 1895)
- 8 aprile - Kurt Voß, calciatore tedesco (n. 1900)
- 9 aprile - Giuseppe Ferro, imprenditore italiano (n. 1901)
- 9 aprile - Vivian McGrath, tennista australiano (n. 1916)
- 9 aprile - Michael Wilson, sceneggiatore statunitense (n. 1914)
- 10 aprile - Al'bert Vol'rat, allenatore di calcio e calciatore sovietico (n. 1903)
- 11 aprile - Ian MacDonald, attore statunitense (n. 1914)
- 12 aprile - Joseph Delteil, scrittore e poeta francese (n. 1894)
- 12 aprile - József Holzbauer, calciatore ungherese (n. 1901)
- 12 aprile - Isaak Michajlovič Menaker, regista cinematografico sovietico (n. 1905)
- 12 aprile - Paul White, attore statunitense (n. 1925)
- 13 aprile - Ernst Bantle, calciatore tedesco (n. 1901)
- 13 aprile - Jack Chambers, artista e regista cinematografico canadese (n. 1931)
- 13 aprile - Funmilayo Ransome-Kuti, politica e attivista nigeriana (n. 1900)
- 14 aprile - Joe Gordon, giocatore di baseball e allenatore di baseball statunitense (n. 1915)
- 14 aprile - Frank Raymond Leavis, critico letterario e insegnante britannico (n. 1895)
- 14 aprile - Arline Pretty, attrice statunitense (n. 1885)
- 14 aprile - Mauk Weber, calciatore olandese (n. 1914)
- 14 aprile - Guglielmo Zanasi, calciatore, allenatore di calcio e dirigente sportivo italiano (n. 1909)
- 15 aprile - Luigi Senesi, pittore e incisore italiano (n. 1938)
- 16 aprile - Sergio Bianchi, scacchista italiano (n. 1920)
- 16 aprile - Vincenzo Bosia, calciatore italiano (n. 1906)
- 16 aprile - Lucius Clay, generale statunitense (n. 1897)
- 16 aprile - Nagamichi Kuroda, zoologo, ornitologo e biologo giapponese (n. 1889)
- 16 aprile - Richard Lindner, pittore tedesco (n. 1901)
- 16 aprile - Johnny Sines, cestista e allenatore di pallacanestro statunitense (n. 1914)
- 16 aprile - Philibert Tsiranana, politico malgascio (n. 1912)
- 17 aprile - Ewald Balser, attore tedesco (n. 1898)
- 17 aprile - Giovanni Andrea Borromeo d'Adda, imprenditore e politico italiano (n. 1941)
- 17 aprile - Roberto Burini, sciatore alpino italiano (n. 1958)
- 17 aprile - Mir Akbar Khyber, politico afghano (n. 1925)
- 17 aprile - Luigina Sinapi, mistica e veggente italiana (n. 1916)
- 18 aprile - Carlo Cerruti, politico italiano (n. 1900)
- 18 aprile - Giuseppe Maggio, politico italiano (n. 1890)
- 19 aprile - Joe Dougherty, doppiatore statunitense (n. 1898)
- 20 aprile - Jean Babelon, numismatico, storico e bibliotecario francese (n. 1889)
- 20 aprile - Agostino Giambelli, ingegnere e politico italiano (n. 1891)
- 21 aprile - Sandy Denny, cantautrice britannica (n. 1947)
- 21 aprile - Angelo Maria Ripellino, slavista, traduttore e poeta italiano (n. 1923)
- 21 aprile - Robert de Nesle, produttore cinematografico francese (n. 1906)
- 22 aprile - Nicolae Caranfil, schermidore, ingegnere e politico rumeno (n. 1893)
- 22 aprile - Basil Dean, regista, produttore cinematografico e sceneggiatore britannico (n. 1888)
- 22 aprile - Will Geer, attore e attivista statunitense (n. 1902)
- 22 aprile - Varvara Mjasnikova, attrice sovietica (n. 1900)
- 22 aprile - Guglielmo Oppezzo, calciatore italiano (n. 1926)
- 22 aprile - Willy Sperco, giornalista e scrittore italiano (n. 1887)
- 23 aprile - Gioacchino Germanà, politico italiano (n. 1901)
- 23 aprile - Christian Lattier, scultore ivoriano (n. 1925)
- 23 aprile - Ivan Pereverzev, attore sovietico (n. 1914)
- 23 aprile - Jacques Rueff, economista francese (n. 1896)
- 23 aprile - Ludwig Schneider, politico tedesco (n. 1898)
- 24 aprile - Mario Ascione, agronomo, dirigente d'azienda e politico italiano (n. 1897)
- 24 aprile - Federico Chávez, politico paraguaiano (n. 1882)
- 25 aprile - Mario Castellani, attore italiano (n. 1906)
- 25 aprile - Francesco Cuttone, fantino italiano (n. 1931)
- 25 aprile - Marie-Virginie Duhem, supercentenaria francese (n. 1866)
- 25 aprile - Zenta Mauriņa, scrittrice lettone (n. 1897)
- 25 aprile - Peng Shaohui, generale cinese (n. 1906)
- 25 aprile - Arne Rustadstuen, combinatista nordico e fondista norvegese (n. 1905)
- 26 aprile - Ottavio Alessi, attore, regista e sceneggiatore italiano (n. 1919)
- 26 aprile - Nino Valeri, storico italiano (n. 1897)
- 26 aprile - Alberto del Río Chaviano, generale cubano (n. 1915)
- 27 aprile - Ralston Crawford, pittore e fotografo statunitense (n. 1906)
- 27 aprile - John Doeg, tennista statunitense (n. 1908)
- 27 aprile - Guido Stampacchia, matematico italiano (n. 1922)
- 28 aprile - Mohammed Daud Khan, politico afghano (n. 1909)
- 28 aprile - Makhosini Dlamini, politico swati (n. 1914)
- 28 aprile - Curt McMahon, cestista statunitense (n. 1915)
- 28 aprile - Russell Metty, direttore della fotografia statunitense (n. 1906)
- 28 aprile - Philip Neame, generale e tiratore a segno britannico (n. 1888)
- 29 aprile - Vito Maria Buscaino, psichiatra italiano (n. 1887)
- 29 aprile - Theo Helfrich, pilota automobilistico tedesco (n. 1913)
- 29 aprile - Giacomo Vaghi, basso italiano (n. 1901)
- 30 aprile - Liane Augustin, cantante e attrice austriaca (n. 1927)
- 30 aprile - Luciano Mondolfo, attore e regista italiano (n. 1910)
- 30 aprile - Oreste Rosa, calciatore italiano (n. 1894)
- 30 aprile - Bruno Stefani, fotografo italiano (n. 1901)